# مكتبة شارع 115
تعتبر مكتبة هاري بيلافونتي فرع شارع 115 بنيويورك مكتبة عامة تاريخية تقع في هارلم، مدينة نيويورك. تم تصميمه بواسطة ماكيم وميد و وايت وتم بناؤه في 1907– 1908 وافتتح في 6 نوفمبر 1908. يتكون المبنى من ثلاثة طوابق، وواجهة المبنى على نطاق ثلاثة أضلاع، يواجه الحجر الجيري الرمادي ذو الطراز الريفي على طراز عصر النهضة الإيطالي الجديد. كان الفرع واحدًا من 65 فرعًا بنتها مكتبة نيويورك العامة بأموال قدمها السخيّ أندرو كارنيجي، 11 منها صممها ماكيم وميد و وايت. يبلغ عرض المبنى 50 قدمًا ويتميز بثلاث فتحات مقوسة متباعدة بشكل متساوٍ في الطابق الأول.
تم إدراجه في السجل الوطني للأماكن التاريخية عام 1980. في عام 2017، تم تغيير اسم الفرع لتكريم هاري بيلافونتي .